# Lelapsomorpha bioculata
Lelapsomorpha bioculata är en stekelart som först beskrevs av Girault 1923.  Lelapsomorpha bioculata ingår i släktet Lelapsomorpha och familjen puppglanssteklar. Inga underarter finns listade i Catalogue of Life.